# حاتم الجبلي
حاتم مصطفى الجبلي (ولد في 20 ديسمبر 1951) هو وزير الصحة المصري في الفترة من 31 ديسمبر 2005 إلى 31 يناير 2011. أستاذ الأشعة التشخيصية بجامعة القاهرة (قصر العيني)، وهو ابن وزير الزراعة الأسبق الدكتور مصطفى الجبلي. في عهده فُصلت وزارة السكان عن وزارة الصحة.

## التدرج العلمي
حصل حاتم الجبلي على بكالوريوس الطب والجراحة من كلية الطب بجامعة القاهرة سنة 1975، ثم حصل على الجزء الأول من الزمالة البريطانية للاشعة سنة 1981، ثم دكتوراه الأشعة التشخيصية سنة 1983، ورُقى أستاذًا للأشعة التشخيصية بجامعة القاهرة سنة 2001.

## الاستثمارات
حاتم الجبلي هو العضو المنتدب ومدير عام مركز القاهرة للأشعة (كايرو سكان) من سنة 1989 ونائب رئيس مجلس إدارة والعضو المنتدب لمستشفى دار الفؤاد سنة 1995، وهو عضو مجلس إدارة كل من مركز القاهرة للقسطرة (1994) ومستشفى دار المنى (1995) وشركة نوفوتيل (1997) وشركة بولي سرف للأسمدة والكيماويات (2001) ورئيس مجلس إدارة الشركة العربية للاستثمارات الطبية بدولة الإمارات العربية المتحدة (2003) وشركة ستار كير الطبية بالمملكة العربية السعودية (2005) ونائب الرئيس المدير العام للمجموعات الاستشارية الطبية العربية.